# العقل في أجازة (فلم)
فيلم مصري بطولة محمد فوزي وليلى فوزي وإخراج المخرج حلمي رفلة، من إنتاج محمد فوزي عام 1947، وفيه قام أحمد بدرخان بترشيح الفنانة شادية للمخرج حلمي رفلة لتقوم بدورٍ أمام محمد فوزى في أول فيلم من إنتاجه، وأول فيلم من إخراج حلمي رفلة، لتكون البداية الحقيقية لشادية في عالم السينما، وقد حقق الفيلم نجاحًا كبيرا؛ مما جعل محمد فوزى يستعين بشادية بعد ذلك في عدة أفلام منها الروح والجسد، الزوجة السابعة، صاحبة الملاليم، بنات حواء، وإن ظلت فيهم جميعا البطلة الثانية.